# 田中聡 (野球)
田中 聡（たなか さとし、1977年8月27日 - ）は、滋賀県滋賀郡志賀町（現：大津市）出身の元プロ野球選手（内野手）。右投左打。

## 来歴・人物
小学校4年時に野球をはじめる。中学校時代は京都の硬式野球チームに入団するが、練習場所が遠方ということもあり次第に参加頻度が下がっていった。中学校の部活ではバスケットボール部に所属していた。
バスケットボールでは稼げないと考えたため、プロ野球選手を志す。甲子園に出ることがプロ野球選手になるための近道と考えた田中は尽誠学園高校に進学する。
尽誠学園高校時代に1994年春の甲子園に出場。高校通算23本塁打であるが、その内16本は3年生の春から打ち始めたものであるという。大学は早稲田大学と法政大学のセレクションを受けるが、プロ野球選手の輩出数を考え法政大学に進学する。法政大学（安藤優也と同期）では4番を打ったことがあったものの、レギュラーを掴めず主に代打での出場が多かった。大学4年の春時点では社会人野球に進むつもりはなかったが、秋のリーグ戦において結果を残せなかったためドラフト指名にかからなかった。リーグ通算、15試合、24打数5安打1本塁打3打点、打率.208。
大学を卒業した2000年はアメリカの独立リーグ、バレー・ヴァイパーズ（Valley Vipers、この年だけウエスタン・ベースボール・リーグに加盟）でプレー。テスト入団を経て2000年のドラフト会議で日本ハムファイターズから7位指名で入団。
プロ1年目の2001年シーズンはファームで80試合に出場し打率.238、8本、31打点の成績を残した。守備面では内野を中心に守った（内訳は一塁手として30試合出場、二塁手として23試合出場、三塁手として15試合出場）。
プロ2年目の2002年シーズンでは春季キャンプでは1軍スタートとなった。しかしこの2年目のシーズンの際に当時のコーチと衝突してしまい謹慎処分を受ける。代打の準備を怠っていたことが衝突の原因であったが、当人によれば時には試合開始から終了時まで素振りをし、代打の準備をしていたにもかかわらず一向に出場機会がなかったため気持ちが切れてしまい、準備を怠るようになっていたという。この一件の後、代打でホームランを放つなどの活躍はあったものの、日本ハムを戦力外となる。この2002年シーズンの成績はファームで47試合に出場し、打率.263、1本、10打点の成績であった。守備ではファーストとして25試合に出場した。
2003年に阪神タイガースへ移籍するも、同年限りで引退。
少年野球教室の指導員などを経て、兵庫県の野球塾「ニッケベースボールアカデミー」の校長となる。この間、2008年6月には関西独立リーグが計画していた滋賀県を本拠とする球団の設立準備室代表に就任したとリーグの事務局から発表されたが、結局球団は実現しなかった。
2011年にOBC高島の練習に参加、12球団合同トライアウトにも参加したが獲得球団はなかった。
2012年よりOBC高島に正式に選手登録され、入団。その後は木製バットの移動式工房を営業していた。2013年にはバッティングセンターをオープンさせた。
2016年より専門学校東京スクール・オブ・ビジネス（スポーツビジネス学科）で講師をしている。
2017年より多種目スポーツを英語で指導するインターナショナルスポーツスクールや英語を公用語とする日本初のリトルリーグ東京広尾リトルリーグの事務局長などe-love sports project の活動を行なっている。
2019年、野球のトライアウトイベント「ワールドトライアウト」を実施する株式会社WorldTryoutの取締役COOに就任。2024年1月現在は既に退社しており、「Astoria College（アストリア大学）」と称したスポーツ関連の仕事をするための大学をコンセプトとした教育事業を行っている。

## 詳細情報

### 年度別打撃成績
- 一軍公式戦出場なし

### 背番号
- 41 （2001年 - 2002年）
- 59 （2003年）